# Supersport-Weltmeisterschaft 2003
Die Supersport-WM-Saison 2003 war die fünfte in der Geschichte der FIM-Supersport-Weltmeisterschaft. Es wurden elf Rennen ausgetragen.

## Punkteverteilung
Weltmeister wird derjenige Fahrer beziehungsweise der Hersteller, der bis zum Saisonende die meisten Punkte in der Weltmeisterschaft angesammelt hat. Bei der Punkteverteilung werden die Platzierungen im Gesamtergebnis des jeweiligen Rennens berücksichtigt. Die fünfzehn erstplatzierten Fahrer jedes Rennens erhalten Punkte nach folgendem Schema:
| Punkteverteilung | Punkteverteilung | Punkteverteilung | Punkteverteilung | Punkteverteilung | Punkteverteilung | Punkteverteilung | Punkteverteilung | Punkteverteilung | Punkteverteilung | Punkteverteilung | Punkteverteilung | Punkteverteilung | Punkteverteilung | Punkteverteilung | Punkteverteilung |
| ---------------- | ---------------- | ---------------- | ---------------- | ---------------- | ---------------- | ---------------- | ---------------- | ---------------- | ---------------- | ---------------- | ---------------- | ---------------- | ---------------- | ---------------- | ---------------- |
| Platz            | 1                | 2                | 3                | 4                | 5                | 6                | 7                | 8                | 9                | 10               | 11               | 12               | 13               | 14               | 15               |
| Punkte           | 25               | 20               | 16               | 13               | 11               | 10               | 9                | 8                | 7                | 6                | 5                | 4                | 3                | 2                | 1                |

In die Wertung kamen alle erzielten Resultate.

## Rennergebnisse
|    | Datum  | Rennen         | Strecke        | Pole-Position        | Platz 1           | Platz 2              | Platz 3               | Schn. Rennrunde   |
| -- | ------ | -------------- | -------------- | -------------------- | ----------------- | -------------------- | --------------------- | ----------------- |
| 1  | 02.03. | Spanien        | Valencia       | Katsuaki Fujiwara    | Katsuaki Fujiwara | Chris Vermeulen      | Alessio Corradi       | Alessio Corradi   |
| 2  | 30.03. | Australien     | Phillip Island | Chris Vermeulen      | Chris Vermeulen   | Katsuaki Fujiwara    | J. van den Goorbergh  | Katsuaki Fujiwara |
| 3  | 27.04. | Japan          | Sugo           | Katsuaki Fujiwara    | Christian Kellner | Ryūichi Kiyonari     | Stéphane Chambon      | Christian Kellner |
| 4  | 18.05. | Italien        | Monza          | Karl Muggeridge      | Chris Vermeulen   | J. van den Goorbergh | Iain MacPherson       | Chris Vermeulen   |
| 5  | 01.06. | Deutschland    | Oschersleben   | Karl Muggeridge      | Chris Vermeulen   | Stéphane Chambon     | Katsuaki Fujiwara     | Katsuaki Fujiwara |
| 6  | 15.06. | Großbritannien | Silverstone    | J. van den Goorbergh | Chris Vermeulen   | J. van den Goorbergh | Karl Muggeridge       | Chris Vermeulen   |
| 7  | 22.06. | San Marino     | Misano         | Simone Sanna         | Fabien Foret      | Katsuaki Fujiwara    | Broc Parkes           | Katsuaki Fujiwara |
| 8  | 27.07. | Europa         | Brands Hatch   | Stéphane Chambon     | Stéphane Chambon  | J. van den Goorbergh | Sébastien Charpentier | Stéphane Chambon  |
| 9  | 07.09. | Niederlande    | Assen          | Chris Vermeulen      | Karl Muggeridge   | Chris Vermeulen      | Katsuaki Fujiwara     | Katsuaki Fujiwara |
| 10 | 28.09. | Italien        | Imola          | Karl Muggeridge      | Karl Muggeridge   | Chris Vermeulen      | J. van den Goorbergh  | Kevin Curtain     |
| 11 | 19.10. | Frankreich     | Magny-Cours    | Chris Vermeulen      | Karl Muggeridge   | Chris Vermeulen      | J. van den Goorbergh  | Karl Muggeridge   |

## Fahrerwertung
| 1  | Chris Vermeulen       | Honda CBR 600 RR | Ten Kate Honda           | 201 |
| 2  | Stéphane Chambon      | Suzuki GSX-R 600 | Alstare Suzuki           | 137 |
| 3  | J. van den Goorbergh  | Yamaha YZF-R6    | Yamaha Belgarda          | 136 |
| 4  | Karl Muggeridge       | Honda CBR 600 RR | Ten Kate Honda           | 134 |
| 5  | Katsuaki Fujiwara     | Suzuki GSX-R 600 | Alstare Suzuki           | 119 |
| 6  | Christian Kellner     | Yamaha YZF-R6    | Yamaha Motor Deutschland | 90  |
| 7  | Sébastien Charpentier | Honda CBR 600 RR | Team Klaffi Honda        | 72  |
| 8  | Alessio Corradi       | Yamaha YZF-R6    | Italia Spadaro F.R.      | 68  |
| 9  | Fabien Foret          | Kawasaki ZX-6RR  | Kawasaki R.T. KRT        | 64  |
| 10 | Jörg Teuchert         | Yamaha YZF-R6    | Yamaha Motor Deutschland | 60  |
| 11 | Pere Riba             | Kawasaki ZX-6RR  | Kawasaki R.T. KRT        | 59  |
| 12 | Christophe Cogan      | Yamaha YZF-R6    | Yamaha France - Ipone    | 51  |
| 13 | Broc Parkes           | Honda CBR 600 RR | Ten Kate Honda           | 47  |
| 14 | Iain MacPherson       | Honda CBR 600 RR | Van Zon Honda T.K.R.     | 31  |
|    | Gianluca Nannelli     | Yamaha YZF-R6    | Lorenzini by Leoni       | 31  |
|    | Matthieu Lagrive      | Yamaha YZF-R6    | Yamaha France - Ipone    | 31  |
| 17 | Simone Sanna          | Yamaha YZF-R6    | Yamaha Belgarda          | 29  |
| 18 | Werner Daemen         | Honda CBR 600 RR | Van Zon Honda T.K.R.     | 26  |

| 19 | Robert Ulm            | Honda CBR 600 RR | Team Klaffi Honda       | 26 |
| 20 | Tekkyū Kayō           | Yamaha YZF-R6    | Yamaha Belgarda         | 22 |
| 21 | Ryūichi Kiyonari      | Honda CBR 600 RR | Dark Dog Honda BKM      | 20 |
| 22 | Thierry van den Bosch | Yamaha YZF-R6    | Yamaha France - Ipone   | 13 |
| 23 | Kevin Curtain         | Yamaha YZF-R6    | Nikon Yamaha Racing     | 11 |
|    | Barry Veneman         | Honda CBR 600 RR | Esha Kobutex Honda      | 11 |
| 25 | Dean Thomas           | Honda CBR 600 RR | Vitrans Honda TKR       | 9  |
| 26 | Antonio Carlacci      | Yamaha YZF-R6    | Start Team              | 7  |
| 27 | Stefano Cruciani      | Kawasaki ZX-6RR  | Kawasaki Bertocchi      | 6  |
| 28 | Michael Schulten      | Honda CBR 600 RR | Alpha Technik-Honda     | 5  |
| 29 | Julien Da Costa       | Kawasaki ZX-6RR  | ART                     | 4  |
|    | Michael Laverty       | Honda CBR 600 RR | Vitrans Honda TKR       | 4  |
|    | Alessandro Polita     | Yamaha YZF-R6    | Italia Spadaro F.R.     | 4  |
|    | Tom Sykes             | Yamaha YZF-R6    | Northpoint              | 4  |
|    | Takeshi Tsujimura     | Honda CBR 600 RR | Technical Sports Racing | 4  |
| 34 | Jan Hansson           | Honda CBR 600 RR | Esha Kobutex Honda      | 2  |
| 35 | Ivan Goi              | Yamaha YZF-R6    | Team Tienne             | 1  |
|    | Ludovic Holon         | Yamaha YZF-R6    | Yamaha Racing France    | 1  |

## Konstrukteurswertung
| 1 | Honda    | 247 |
| 2 | Suzuki   | 187 |
| 3 | Yamaha   | 182 |
| 4 | Kawasaki | 106 |